# 釘無橋
釘無橋（くぎなしばし）は、埼玉県川越市府川と比企郡川島町角泉の間を流れる入間川および越辺川に架かる埼玉県道12号川越栗橋線の道路橋である。

## 概要
現行橋は1973年（昭和48年）架橋。入間川の終点より8.2 kmの地点に位置し、入間川と越辺川の2河川をまたいでいる。橋長561.95 m（メートル）、総幅員8.0 m、最大支間長43.4 mの鋼鈑桁橋である。歩道は下流側のみに設置されている。また、取付高架橋の下には伊佐沼代用水の府川橋が現存しており、河川の橋の真下に別の河川の橋がある珍しい立地となっている。左岸側取付道路の斜路は盛土となっている。堤防天端の道路は左岸側および背割堤のみアクセス可能となっている。東武バスウエストの路線バスの経路（川越04系統）に指定されている。最寄りのバス停留所は川島側にある「釘無土手上」バス停留所で、川越側には橋を降りた先に「二本松」バス停留所もある。埼玉県の第一次緊急輸送道路に指定されている。

## 歴史

木造冠水橋の第一釘無橋（1955年頃）

江戸時代は釘無の渡しという渡し場であった。渡し場はいつから存在していたかは定かではないが、『武蔵志』の記述から1802年（享和2年）までには設けられていたと云う。川越道に属し渡船二艘（人渡し一艘、馬渡し一艘）を有する公で管理する官渡であった。この渡し場は明治期まで存在した。
国土地理院の明治40年測図、明治43年4月30日発行の地形図『1/50000 川越』には蛇行する入間川に橋の地図記号が記されており、明治末期には既に橋が架けられていたことが分かる。その頃越辺川は上流側の落合橋手前で入間川に合流していたため、橋は入間川のみに架けられていた。1944年（昭和19年）に着工され、1954年（昭和29年）に完成した入間川、越辺川、小畔川の三川分流工事により、越辺川の合流点が釘無橋の下流側に移動したため、越辺川に第一釘無橋（橋長84.3 m）、入間川に第二釘無橋（橋長63.6 m）という木製の冠水橋がそれぞれ架けられた。
冠水橋の老朽化や耐荷力の不足から永久橋が川上側に架けられることになり、1973年（昭和48年）に現在の釘無橋の完成により撤去された。これにより橋の所在地が大字釘無でなくなっている。開通式は同年12月7日午前10時に挙行され、祝賀行事として打ち上げ花火や山車の行進などの余興も催された。

## 周辺
- 埼玉県道157号川越狭山自転車道線（自転車歩行者専用道路） - 入間川の右岸堤防沿いを通り、橋をアンダークロスする。
- 城西川越中学校・城西大学付属川越高等学校
- 埼玉県立川島ひばりが丘特別支援学校
- ホンダ製菓本社工場
- 慈眼寺
- 稲荷神社

## 隣の橋
- 入間川

（上流） - 平塚橋 - 落合橋 - 釘無橋 - 出丸橋 - 入間大橋 - （下流）
- 越辺川

（上流） - 道場橋 - 落合橋 - 釘無橋 - 入間川に合流 - （下流）